# 4199 Andreev
4199 Andreev је астероид главног астероидног појаса са средњом удаљеношћу од Сунца која износи 2,456 астрономских јединица (АЈ).
Апсолутна магнитуда астероида је 13,1.